# بابای ناآرام
بابای ناآرام (انگلیسی: Wild Papa) یک فیلم کمدی صامت کوتاه آمریکایی است که در سال ۱۹۲۵ منتشر شد. از بازیگران این فیلم می‌توان به اولیور هاردی و کاترین گرانت اشاره کرد.